# Liste der Kulturgüter in Starrkirch-Wil
Die Liste der Kulturgüter in Starrkirch-Wil enthält alle Objekte in der Gemeinde Starrkirch-Wil im Kanton Solothurn, die gemäss der Haager Konvention zum Schutz von Kulturgut bei bewaffneten Konflikten, dem Bundesgesetz vom 20. Juni 2014 über den Schutz der Kulturgüter bei bewaffneten Konflikten sowie der Verordnung vom 29. Oktober 2014 über den Schutz der Kulturgüter bei bewaffneten Konflikten unter Schutz stehen.
Objekte der Kategorie A sind im Gemeindegebiet nicht ausgewiesen, Objekte der Kategorie B sind vollständig in der Liste enthalten, Objekte der Kategorie C fehlen zurzeit (Stand: 1. Januar 2023).

## Kulturgüter
| Foto |                                                                                              | Objekt                                                                                  | Kat. | Typ | Standort                                        | Beschreibung |
| ---- | -------------------------------------------------------------------------------------------- | --------------------------------------------------------------------------------------- | ---- | --- | ----------------------------------------------- | ------------ |
| BW   | Datei hochladen · Wikidata zu Müliloch, altsteinzeitliche Abrisiedlung (Q115212366)          | Müliloch, altsteinzeitliche Abrisiedlung KGS-Nr.: 02391                                 | B    | F   | 636575 / 243400                                 |              |
| ja   | Datei hochladen · Wikidata zu Sälischlössli (Q1485350)                                       | Sälischlössli KGS-Nr.: 04745                                                            | B    | G   | Sälischlössli 1 636310 / 242781                 |              |
| BW   | Datei hochladen · Wikidata zu Wilerhof (Q29881359)                                           | Gasthaus Wilerhof KGS-Nr.: 04746                                                        | B    | G   | Dullikerstrasse 1 636590 / 244066               |              |
| ja   | Datei hochladen · Wikidata zu Pfarrbezirk, katholische Pfarrkirche und Pfarrhaus (Q29881358) | Pfarrbezirk, christkatholische Kirche St. Peter und Paul sowie Pfarrhaus KGS-Nr.: 11236 | B    | G   | Kirchrain 4 / Bumelochstrasse 7 637128 / 244756 |              |
| BW   | Datei hochladen · Wikidata zu Wohnhaus Süess (Q29881361)                                     | Wohnhaus Süess KGS-Nr.: 13569                                                           | B    | G   | Engelbergstrasse 40 636945 / 243543             |              |